# Kano Pillars
Der Kano Pillars Football Club ist ein 1990 gegründeter nigerianischer Fußballverein aus Kano, der aktuell in der ersten Liga, der Nigeria Professional Football League, spielt.
Der Verein ist auch unter dem Nickname Sai Masu Gida bekannt.

## Geschichte
Der Verein entstand 1990 aus der Fusion der Amateurvereine WRECA FC, Kano Golden Stars und Bank of the North FC und war im selben Jahr bei der ersten professionellen Ausspielung der nigerianischen Premier League Gründungsmitglied.
Die Mannschaft stieg zwischenzeitlich 1994 für ein Jahr ab und spielt nach einem weiteren Abstieg 1999 seit 2002 wieder erstklassig. Kano Pillars wurde 2007/08 erstmals nigerianischer Meister und erreichte 2009 das Halbfinale der Afrikanischen Champions League. Nach der Vizemeisterschaft  2009/10 hinter Enyimba FC folgten 2012, 2013 und 2014 weitere Meistertitel. Nach einer Heimniederlage gegen Julius Berger FC am 21. Juni 2003 blieben die Kano Pillars bis zu einer Niederlage am 23. August 2015 gegen Nasarawa United FC in 202 Ligaspielen auf eigenem Platz unbesiegt – was Weltrekord im professionellen Spielbetrieb ist.
Am 6. März 2015 wurden bei einem Überfall auf den Mannschaftsbus die Spieler Muhammad Gambo, Murtala Adamu, Moses Ekpai und die Nationalspieler Reuben Ogbonnaya und Eneji Otekpa durch Schüsse verletzt.
Zu den Starspielern der Vereinsgeschichte werden Abiodun Baruwa, Sani Kaita, Ahmed „Yaro Yaro“ Garba und Ahmed Musa gezählt die in ihrer Karriere auch bei europäischen Vereinen zum Einsatz kamen. Baruwa spielte unter anderem zwischen 1997 und 2001 für den FC Sion und den SK Sturm Graz. Garba wurde ca. zwischen 2002 und 2004 in zahlreichen Partien der Reservemannschaft von Borussia Dortmund eingesetzt.

## Stadion
Der Verein trägt seine Heimspiele im Sani-Abacha-Stadion in Kano aus. Das Stadion hat ein Fassungsvermögen von 16.000 Personen.
Koordinaten: 11° 59′ 59″ N, 8° 31′ 45″ O

## Erfolge
- Nigerianischer Meister: 2008, 2012, 2013, 2014
  - Vizemeister: 2010
- Nigerianischer Pokalsieger: 1953, 2019
  - Pokalfinalist: 1954, 1991

## Trainerchronik
| Trainer             | Nation     | von              | bis               |
| ------------------- | ---------- | ---------------- | ----------------- |
| Béla Kárpáti †      | Ungarn     | 1. Januar 1971   | 31. Dezember 1973 |
| Mohammed Babaganaru | Nigeria    | 1. Juli 2007     | 24. November 2013 |
| Okey Emordi         | Nigeria    | 30. Januar 2014  | 20. Juli 2015     |
| Mohammed Babaganaru | Nigeria    | 29. Juli 2015    | 4. Oktober 2016   |
| Kabiru Baleria      | Nigeria    | 1. Januar 2019   | 21. Januar 2019   |
| Ibrahim Musa        | Nigeria    | 21. Januar 2019  | 30. Oktober 2020  |
| Lionel Soccoia      | Frankreich | 22. Oktober 2020 | 18. März 2021     |
| Salisu Yusuf        | Nigeria    | 1. Juli 2021     | heute             |

## Statistik in den CAF-Wettbewerben
| Wettbewerb                | Runde        | Gegner                 | Hinspiel | Rückspiel |  |
| ------------------------- | ------------ | ---------------------- | -------- | --------- |  |
|                           |              |                        |          |           |  |
| CAF Champions League 2009 | Vorrunde     | Elect-Sport FC         | 2:0 (H)  | 0:0 (A)   |  |
| CAF Champions League 2009 | 1. Runde     | AS Douanes             | 1:1 (A)  | 0:0 (H)   |  |
| CAF Champions League 2009 | 2. Runde     | al Ahly Kairo          | 1:1 (H)  | 2:2 (A)   |  |
| CAF Champions League 2009 | Gruppenphase | ZESCO United           | 1:1 (A)  | 3:2 (H)   |  |
| CAF Champions League 2009 |              | al-Merrikh Khartum     | 3:1 (H)  | 1:1 (A)   |  |
| CAF Champions League 2009 |              | al-Hilal Khartum       | 0:2 (A)  | 2:1 (H)   |  |
| CAF Champions League 2009 | Halbfinale   | Heartland FC           | 0:4 (A)  | 0:1 (H)   |  |
| CAF Champions League 2011 | Vorrunde     | Mighty Barrolle        | 2:1 (A)  | 1:0 (H)   |  |
| CAF Champions League 2011 | 1. Runde     | Wydad Casablanca       | 0:2 (A)  | 0:0 (H)   |  |
| CAF Champions League 2013 | Vorrunde     | Olympic Real de Bangui | 5:1 (H)  | 0:0 (A)   |  |
| CAF Champions League 2013 | 1. Runde     | AC Léopards            | 4:1 (H)  | 0:3 (A)   |  |
| CAF Champions League 2014 | Vorrunde     | AS Vita Club           | 1:3 (A)  | 2:1 (H)   |  |
| CAF Champions League 2015 | Vorrunde     | al-Malakia FC          | 2:0 (A)  | 3:0 (H)   |  |
| CAF Champions League 2015 | 1. Runde     | AC Léopards            | 0:4 (A)  | 2:1 (H)   |  |